# Symplocos insolita
Symplocos insolita är en tvåhjärtbladig växtart som beskrevs av Aranha, P.W.Fritsch och Almeda. Symplocos insolita ingår i släktet Symplocos och familjen Symplocaceae. Inga underarter finns listade i Catalogue of Life.